# Lý Dật Tấn
Lý Dật Tấn (tiếng Trung: 李溢晉; sinh ngày 8 tháng 12 năm 1995 ở Hồng Kông) là một cầu thủ bóng đá Hồng Kông thi đấu ở vị trí thủ môn cho câu lạc bộ tại Giải bóng đá ngoại hạng Hồng Kông Southern.

## Sự nghiệp câu lạc bộ
Năm 2015, Lý gia nhập Dreams Metro Gallery.